# 东京女学馆短期大学
东京女学馆短期大学（日语：／ Tōkyō Jogakkan Tanki Daigaku *）是过去一所位于日本东京都町田市的私立短期大学。

## 概要

### 简介
- 学校最早可以追溯到1886年即伊藤博文创立的女子教育奖励会。短期大学为于1956年开办、由学校法人东京女学馆经营。招生到2000年、停办于2003年[1][2]。

### 历史
- 1956年 东京女学馆短期大学成立并同时设置文科。
- 1995年 文科改编和分离为两个专攻、以下列举。
  - 国际文化学科
  - 信息社会学科
- 2000年 最后一年招生、次年停止招生（正式停办于2003年9月30日[2]）。

## 学校环境
- 校区：在了东京都町田市[注 1]

## 组织

### 学科
- 国际文化学科
- 信息社会学科

### 专科
| - 没有 |

### 业余课程
| - 没有 |

## 知名校友
- 大石恵：演员
- 夏目雅子：演员：中途退学
- 渡边容子：作家
- 畑野智美：作家
- 竹田祥子：骑师
- 阿比留爱：前演员

## 相关链接
- 日本短期大学列表